# 三瓣果属
三瓣果属（学名：Tricarpelema）是鸭跖草科下的一个属，为多年生草本植物。该属共有2种，分布于印度东北部、锡金、不丹。